# Tyrannus couchii
Tyrannus couchii là một loài chim trong họ Tyrannidae.